# Evett Dumas Nix
Evett Dumas Nix, souvent connu sous le nom E. D. Nix, (19 septembre 1861 - le 6 février 1946) était un marshal des États-Unis à la fin du XIXe siècle. Il avait sous sa juridiction  le Territoire de l'Oklahoma, qui deviendra, plus tard, l'État de l'Oklahoma. Il a été nommé pour la première fois en 1893, dans les dernières années de l'épopée de l'Ouest, dans les dernières années du mandat de Parker, "juge des pendus".

## Biographie
Né dans le Kentucky, son oncle était shérif de comté, et son père, shérif adjoint. Il débuta dans les affaires, en tant que vendeur puis en ouvrant une épicerie et un magasin de matériel. En 1885, il épousa la petite amie de son enfance, Ellen Feutres. Nix est d'abord venu en Oklahoma au cours du Land Run de 1891. Il s'installa a Guthrie, Oklahoma, pour faire des affaires. Il avait de nombreux amis influents, notamment l'éleveur Oscar Halsell, qui, pour un temps, employa Bill Doolin et d'autres membres du gang Doolin Dalton. Il fut impliqué dans les échanges de coups de feu d'Hunnewell en 1884. Quand il fut nommé au poste de US Marshal il n'avait que 32 ans, devenant ainsi le plus jeune de son époque.

### Sa carrière dans le maintien de l'ordre
Il prit son service dans une période très animée et violente. Le gang Doolin Dalton était en plein essor et commettait des hold-up de banques et des attaques de trains dans l'Oklahoma, le Texas et l'Arkansas. Les hors-la-loi avait un refuge à Ingalls, en Oklahoma. Nix ne perdit pas de temps pour faire chuter les attaques du gang. Sa première action fut d'organiser un posse pour capturer les hors-la-loi à Ingalls. Avec le marshal adjoint Jean de Hixon en tête, Nix envoya une troupe de quatorze marshals adjoints à Ingalls. Le 1er septembre 1893, eut lieu ce qui allait devenir connu comme la bataille d'Ingalls. Trois de ses adjoints, Thomas Hueston, Richard Vitesse, et Lafeyette Shadley trouvèrent la mort dans la fusillade. Les hors-la-loi "Bittercreek" Newcomb, Charley Pierce, et "Dynamite Dan" Clifton furent blessés, mais réussirent à s'échapper. Arkansas Tom Jones, assommé par l'explosion d'un bâton de dynamite que lui avait envoyé Jim Masterson fut capturé. Un propriétaire de salon, connu sous le nom de Murray fut grièvement blessé par les marshals après avoir ouvert le feu pour prendre la défense des hors-la-loi.
Pour anéantir la gang, Nix organisa un groupe d'élite d'une centaine de marshals adjoint, avec notamment Thomas Heck, Bill Tilghman, et Chris Madsen, qui devinrent célèbres sous le nom des Trois gardiens de la loi. Le marshal Nix défendait farouchement ses adjoints, notamment en raison des actions qu'ils étaient amenés à conduire pour ramener l'ordre et la loi. Avec Nix comme soutien, les marshals commencèrent à poursuivre le gang et, en 1898, l'ensemble du gang Doolin Dalton avait été anéanti, à l'exception d'Arkansas Tom Jones, qui était en prison. Après sa libération, celui-ci bascula de nouveau dans la délinquance et fut abattu par les représentants de la loi.
Deux ans après la bataille d'Ingalls, Murray, le propriétaire de saloon lança une action en justice afin de demander des dommages et intérêts pour avoir été blessé par les marshals. Nix défendit ses hommes et s'adressa au procureur général Judson Harmon, déclarant en partie : "Murray et les autres citoyens les avaient acceptés dans leurs établissements, les renseignaient sur les mouvements des marshals, leur fournissaient des munitions, prenaient soin de leurs chevaux, leur permettaient de manger à leur table, de dormir dans leurs lits". Et il continua "Cet homme, Murray, est sorti à la porte de son saloon juste avant ou juste après les membres du gang, ça n'est pas clair. Mais quand il est apparu, ouvrant la porte à courte distance, il épaulait sa winchester, faisant mine de tirer.  Il a ensuite ajouté que "trois des marshals adjoint l'ont vu dans cette position et ont tiré simultanément. Deux des coups de feu l'ont atteint, lui cassant le bras à deux endroits". La lettre est conservée aux Archives Nationales.

### Sa vie après les Marshals
Nix fut licencié de son poste après un audit en 1896, faisant suite à des accusations de malversations financières. Certains disent aujourd'hui, qu'il n'y avait pas de malversation mais qu'il a été victime du système d'impôts utilisé alors pour payer les marshal adjoints.
Il reprit alors avec succès ses affaires à Guthrie. En 1929, Nix fut coauteur d'un livre intitulé Oklahombres avec Gordon Hines, détaillant une grande partie du travail qui permit de chasser les gangs et de nombreux hors-la-loi, y compris les Jennings Gang. Il évoquait aussi sa jeunesse dans le Kentucky, et une réflexion sur les changements apparus entre les années 1890 et 1920, dans le traitement des hors-la-loi et des représentants de la loi.